# SN 2005eg
SN 2005eg – supernowa typu Ia odkryta 9 września 2005 roku w galaktyce A010208-0052. W momencie odkrycia miała maksymalną jasność 20,80m.